# Corinna Ghirardi
Pour les articles homonymes, voir Ghirardi.
Corinna Ghirardi, née le 20 février 1979, est une skieuse alpiniste et coureuse de fond italienne spécialisée en skyrunning. Elle a remporté la médaille d'argent sur le kilomètre vertical aux championnats d'Europe de skyrunning 2023.

## Biographie
Corinna Ghirardi se révèle dans la discipline du ski-alpinisme en 2015. Le 20 mars, elle prend le départ du Sellaronda Skimarathon avec Francesca Martinelli. Le duo crée la surprise d'entrée de jeu, en menant la course devant les favorites. Continuant sur leur lancée, elles s'imposent en 3 h 52 min 2 s, devançant de quatre minutes le duo Martina Valmassoi-Elena Nicolini et établissant un nouveau record féminin du parcours. En décembre, elle crée à nouveau la sensation en remportant le titre de championne d'Italie de Vertical Race à Madonna di Campiglio en battant les spécialistes de la discipline.
En mars 2022, elle participe aux championnats du monde masters de ski-alpinisme à Piancavallo. Elle s'impose sur les épreuves de Vertical Race et de course individuelle.
Le 10 avril 2023, elle prend part aux championnats d'Italie de ski-alpinisme par équipes à Sella Nevea avec Elena Nicolini. Le duo domine l'épreuve et s'impose aisément avec près d'une demi-heure d'avance sur leurs plus proches poursuivantes. Elles remportent ainsi le titre. Le 14 juillet, elle prend le départ de l'épreuve du kilomètre vertical lors des championnats d'Europe de skyrunning à Gusinje. Elle voit la favorite Naiara Irigoyen se détacher en tête pour filer vers le titre. Corinna Ghirardi se retrouve alors à la lutte pour la deuxième place avec sa compatriote Camilla Magliano et parvient à faire la différence pour remporter la médaille d'argent.
En janvier 2024, elle participe aux épreuves de ski-alpinisme lors des Jeux mondiaux d'hiver des maîtres à Ponte di Legno. Le 12 janvier, elle décroche la médaille d'argent de la Vertical Race derrière l'ancienne fondeuse Justyna Kowalczyk-Tekieli. Deux jours plus tard, elle remporte l'or sur l'épreuve individuelle en terminant première au scratch devant la Française Corinne Favre. En septembre, elle prend part aux championnats du monde de skyrunning à Covaleda. Elle se classe septième du kilomètre vertical puis quatrième du SkyMarathon. Elle décroche ainsi la médaille de bronze du combiné. Elle prend de plus part au VK Open Championship. Elle remporte le titre grâce à ses deux victoires, au Kaiserkrone Vertical ainsi qu'à la finale courue dans le cadre du KV do Fanal.
Le 5 juillet 2025, elle prend le départ de l'épreuve de SkyRace des championnats d'Europe de skyrunning courus dans le cadre du SkyMarathon Sentiero 4 Luglio. Elle effectue une solide course et termine au sprint pour remporter la médaille de bronze avec douze secondes d'avance sur la Suédoise Louise Jernberg.

## Palmarès en ski-alpinisme
- 2015
  -  de la vertical race aux championnats d'Italie de ski-alpinisme
  -  du Sellaronda Skimarathon (avec Francesca Martinelli)
- 2017
  -  du Sellaronda Skimarathon (avec Tatiana Locatelli)
- 2019
  -  du Sellaronda Skimarathon (avec Bianca Balzarini)
  -  du Trophée Mezzalama (avec Elena Nicolini et Bianca Balzarini)
- 2020
  -  du MonterosaSkiAlp (avec Bianca Balzarini)
  -  de l'Epic Ski Tour
- 2021
  -  de la Transcavallo (avec Bianca Balzarini)
  -  de l'Adamello Ski Raid (avec Bianca Balzarini)
- 2023
  -  aux championnats d'Italie de ski-alpinisme par équipes (avec Elena Nicolini)
- 2025
  -  (mixte) de l'Adamello Ski Raid (avec Paolo Montemezzi)

## Palmarès en skyrunning
| no  | féminin            | Course                                                   | Longueur | Départ           | Temps           |
| --- | ------------------ | -------------------------------------------------------- | -------- | ---------------- | --------------- |
| 9e  | Médaille d'or      | AMA VK2                                                  | 9 km     | 17 juin 2023     | 2 h 0 min 32 s  |
| 20e | Médaille d'argent  | Championnats d'Europe de skyrunning - Kilomètre vertical | 3,9 km   | 14 juillet 2023  | 44 min 39 s     |
| 28e | Médaille de bronze | Valgerola Vertical                                       | 5,5 km   | 2 septembre 2023 | 59 min 48 s     |
| 61e | Médaille de bronze | Kilomètre vertical de Puig Campana                       | 3,65 km  | 28 avril 2024    | 48 min 52 s     |
| 21e | Médaille de bronze | Monte Zerbion Vertical                                   | 9,5 km   | 18 mai 2024      | 1 h 41 min 34 s |
| 11e | Médaille d'argent  | AMA VK2                                                  | 9 km     | 15 juin 2024     | 2 h 8 min 17 s  |
| 18e | Médaille d'or      | Kaiserkrone Vertical                                     | 4,5 km   | 28 juin 2024     | 52 min 45 s     |
| 15e | Médaille d'or      | SkyMarathon Sentiero 4 Luglio                            | 42 km    | 6 juillet 2024   | 5 h 23 min 38 s |
| 34e | Médaille d'or      | Aosta - Becca di Nona                                    | 8,5 km   | 21 juillet 2024  | 1 h 7 min 46 s  |
| 62e | 7e                 | Championnats du monde de skyrunning - Kilomètre vertical | 4,8 km   | 6 septembre 2024 | 52 min 53 s     |
| 47e | 4e                 | Championnats du monde de skyrunning - SkyMarathon        | 37 km    | 8 septembre 2024 | 4 h 36 min 21 s |
| 14e | Médaille d'or      | KV do Fanal                                              | 3,98 km  | 13 octobre 2024  | 45 min 30 s     |
| 24e | Médaille d'or      | Monte Zerbion Vertical                                   | 9,5 km   | 17 mai 2025      | 1 h 54 min 8 s  |
| 9e  | Médaille d'argent  | AMA VK2                                                  | 9 km     | 15 juin 2025     | 1 h 59 min 59 s |
| 36e | Médaille de bronze | Championnats d'Europe de skyrunning - SkyRace            | 22,7 km  | 5 juillet 2025   | 2 h 32 min 3 s  |